# Dark Lady
"Dark Lady" är en poprocklåt inspelad av Cher från studioalbumet, Dark Lady. Den producerades av Snuff Garrett, och släpptes som albumets första singel under tidigt 1974. Låten blev den 23 mars 1974 Chers tredje soloetta i USA och hennes sista till "Believe" 1998.
1974 spelade den finländske sångaren Lea Laven in låten under titeln "Tumma nainen", och den blev en framgång i Finland.

## Låtinformation
"Dark Lady" skrevs av The Ventures klvaviaturspelare Johnny Durrill. Han sade: "Jag tillbringade en vecka på hans (Snuff Garretts) kontor och spelade låtar, och en av dem spelade Cher in. Senare, då jag var på turné i Japan med Ventures, skrev jag en intressant låt. Jag telegraferade den oavslutade texten till Garrett. Han sa 'gör det säkert att bruden dödar honom'. Därför dödas både älskaren och siaren i sången."
"Dark Lady" i sången är en siare. Berättaren i låten får veta att hennes älskare varit otrogen mot henne med, då siaren säger "someone else who is very close to you." Berättaren återvänder chockad hem, och inser att hon en gång hemma doftat på parfymen som siaren använt. Hon går tillbaka till siaren med ett skjutvapen och kommer på sin älskare och siaren "laughing and kissing", och skjuter ihjäl dem båda. 
1974 toppade blev "Dark Lady", förutom att amerikanska Billboard Hot 100 i en vecka som Chers tredje soloetta, även etta i Kanada och Sverige, samt en topp 10-hit i Norge och en topp 20-hit i Nederländerna. Precis som Half-Breed, hade låten svårare i Västtyskland och Storbritannien, men lyckades ändå hamna bland de 40 främsta i Storbritannien.

## Musikvideo
Det finns två versioner till videon. 
Den första versionen är ett liveframträdande som visades under tredje säsongen av The Sonny & Cher Comedy Hour 1973. I denna version var Cher klädd helt i svart, och med svart slöja på huvudet. Den andra videon är tecknad, och följer hela sångens berättelse. 
2002 skapades ett specialremixmedley av Dan-O-Rama för en video som användes till Cher's Living Proof: The Farewell Tour. Medleyt innehåller videor till "All I Really Want to Do", "Gypsys, Tramps & Thieves", "Half-Breed" och "Dark Lady". Dock var videon till "Dark Lady" unik då bade livevideon och den tecknade blivit mixade. 
1999 sjöng Cher låten under Do You Believe? Tour, för första gången på 25 år. 2002 sjöng hon den 325 gånger under Living Proof: The Farewell Tour. 
Cher sjöng låten under följande konsertturnéer:
- Do You Believe? Tour
- The Farewell Tour
- Cher at the Colosseum

## Format och låtlista
| - Storbritannien och USA, 7" 1. "Dark Lady" – 3:26 2. "Two People Clinging To A Thread" – 2:40 - Argentina, 7" 1. "Dark Lady" – 3:26 2. "Carousel Man" – 3:02 | - White Label 2002 Promo Remix 1. "Dark Lady" (White Label Remix) – 7:25 |

## Medverkande
- Cher – Sång
- Johnny Durrill – text
- Snuff Garrett – producent

## Listplaceringar och certifiering

### Listplaceringar
| \| Lista (1974) \| Topplacering \| \| --------------------------------------------------- \| ------------ \| \| Amerikanska Billboard Hot 100 \| 1 \| \| Amerikanska Billboard Hot Adult Contemporary Tracks \| 3 \| \| Belgiska singellistan \| 2 \| \| Kanadensiska Hot 100[3] \| 2 \| \| Nederländska Mega Top 50 Singles Chart[4] \| 1 \| \| Nyzeeländska singellistan \| 1 \| \| Norska singellistan[5] \| 1 \| \| Sydafrikanska singellistan[6] \| 1 \| \| Svenska singellistan \| 1 \| \| Brittiska singellistan[7] \| 3 \| |              |
| Lista (1974) | Topplacering |
| Amerikanska Billboard Hot 100 | 1            |
| Amerikanska Billboard Hot Adult Contemporary Tracks | 3            |
| Belgiska singellistan | 2            |
| Kanadensiska Hot 100 | 2            |
| Nederländska Mega Top 50 Singles Chart | 1            |
| Nyzeeländska singellistan | 1            |
| Norska singellistan | 1            |
| Sydafrikanska singellistan | 1            |
| Svenska singellistan | 1            |
| Brittiska singellistan | 3            |

### Certifiering
| \| Land \| Certifiering \| Sålda exemplar \| \| ------- \| ------------ \| -------------- \| \| USA [8] \| Guld \| 3 000 000 \| |              |                |
| Land | Certifiering | Sålda exemplar |
| USA | Guld         | 3 000 000      |

### Fotnoter
1. ↑  Lamb, Bill. ”Adam Lambert Songs - The Songs Performed on American Idol”. About.com. Arkiverad från originalet den 28 april 2016. https://web.archive.org/web/20160428050342/http://top40.about.com/od/adamlambert/tp/adamlambertsongs.htm. Läst 18 oktober 2009.
2. ↑  ”Dark Lady”. Songfacts.com. Arkiverad från originalet den 22 september 2009. https://web.archive.org/web/20090922030724/http://www.songfacts.com/detail.php?id=2914. Läst 29 december 2009.
3. ↑  Canadian Singles Chart Arkiverad 11 december 2013 hämtat från the Wayback Machine.
4. ↑  "Dark Lady" in Dutch Singles Chart . Läst 31 oktober 2010.
5. ↑  "Dark Lady" på norska singellistan . Läst 31 oktober 2010.
6. ↑  Sydafrikanska singellistan
7. ↑  Brittiska singellistan
8. ↑  ”RIAA”. Arkiverad från originalet den 5 januari 2016. https://web.archive.org/web/20160105133924/http://www.riaa.com/goldandplatinumdata.php?table=SEARCH_RESULTS.